# Куркудык
Куркудык (каз. Құрқұдық) — село в Карасайском районе Алматинской области Казахстана. Входит в состав Новошамалганского сельского округа. Код КАТО — 195237500.

## Население
В 1999 году население села составляло 56 человек (29 мужчин и 27 женщин). По данным переписи 2009 года, в селе проживали 34 человека (16 мужчин и 18 женщин).